# Alt-Praunheim
Alt-Praunheim ist der Name einer Straße im Frankfurter Stadtteil Praunheim. Die offizielle Straßenbezeichnung von Praunheimer Brücke bis Heerstraße ist K814, anschließend L3440.

## Verlauf
Die Straße Alt-Praunheim beginnt am Fluss Nidda an der Praunheimer Brücke in Verlängerung der Praunheimer Landstraße. Sie führt durch den Ortskern von Praunheim. Mit dem Übergang zum Praunheimer Weg endet die Straße. Sie ist die eine der zwei Hauptdurchgangsstraßen in Praunheim. Eine weitere Einmündung bekommt sie mit der Heerstraße.

## Geschichte der Straße

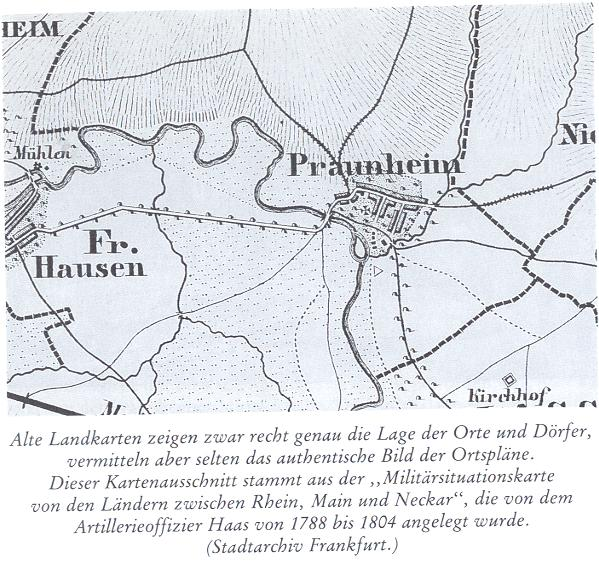
Praunheim um 1788

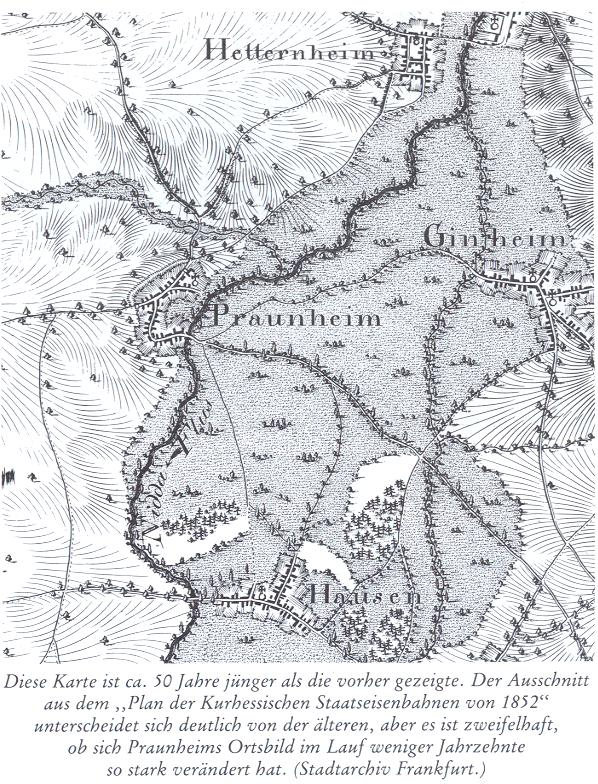
Praunheim um 1850

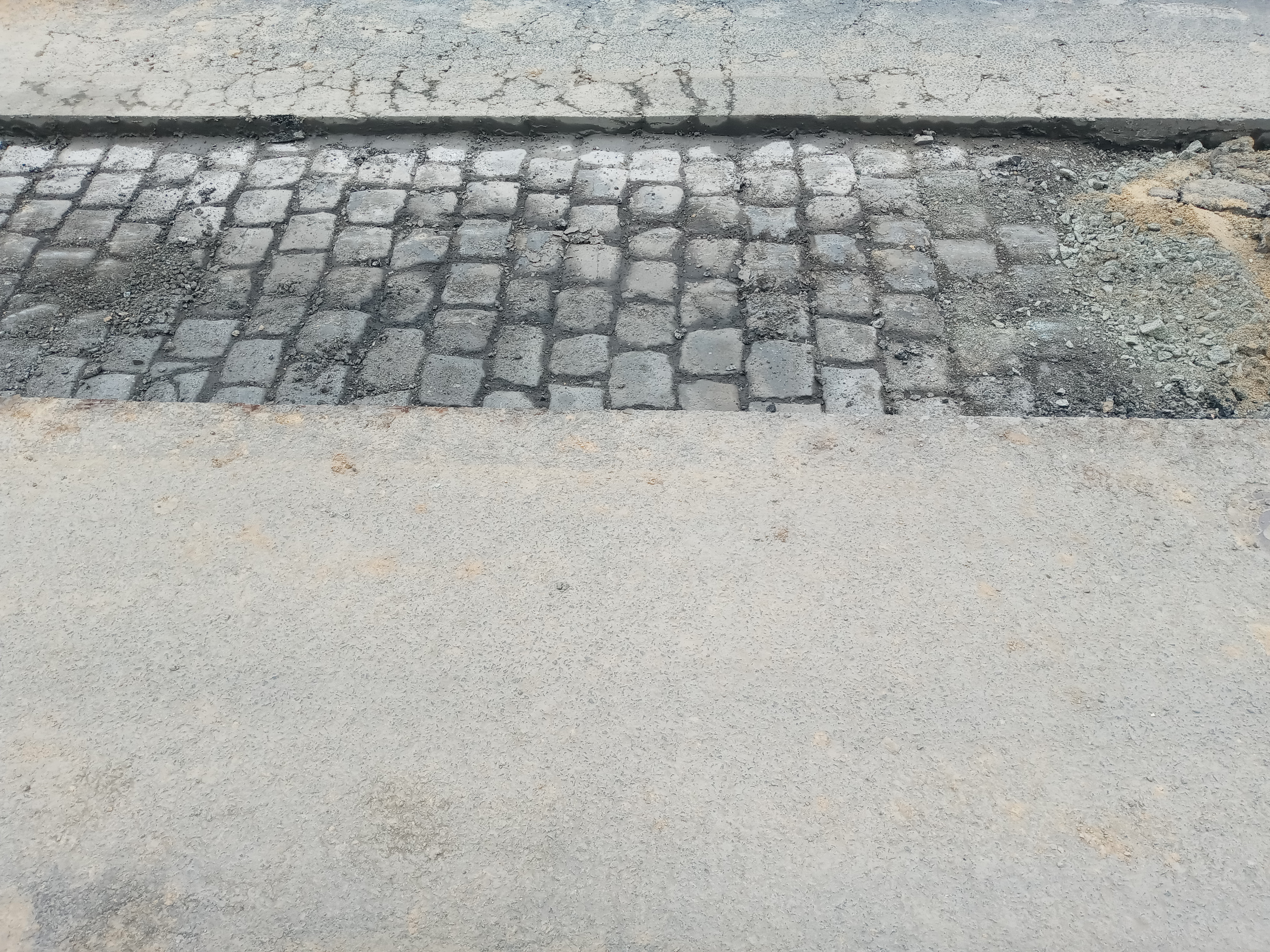
Kopfsteinpflaster unter einer Teerschicht

Durch die spätere Gemeinde Praunheim wurden schon zur Römerzeit Verbindungsstraßen angelegt. Ein solcher Weg führte in etwa von Hausnummer 49 bis zum Abzweig „In der Römerstadt“ (siehe Römische Straßen in Nida). Die Straßen versah man 1609 mit Steinpflaster aus Oberrad und Sprendlingen sowie aus Ruinenteilen der Römerstadt. Mit der Pflasterung der Wege wurde eine Abgabe für deren Benutzung erhoben. Diese war bis zum Jahr der Eingemeindung 1910 abzugeben.
Weiterhin gab es drei Tore, eins zur Nidda hin, eins bei der heutigen Einfahrt zur Heerstraße, sowie am Ende der Straße Alt-Praunheim. Der Straßenname war bis etwa 1910 Frankfurter Straße (bis zur Heerstraße), anschließend Obere Gasse. Bei der Erstellung der Kanalisation kam es zu Verzögerungen, da immer wieder Steine aus den Gräben geräumt werden mussten. Auch wurden die Steine noch beim Verlegen der Gasleitung 1980 gefunden.

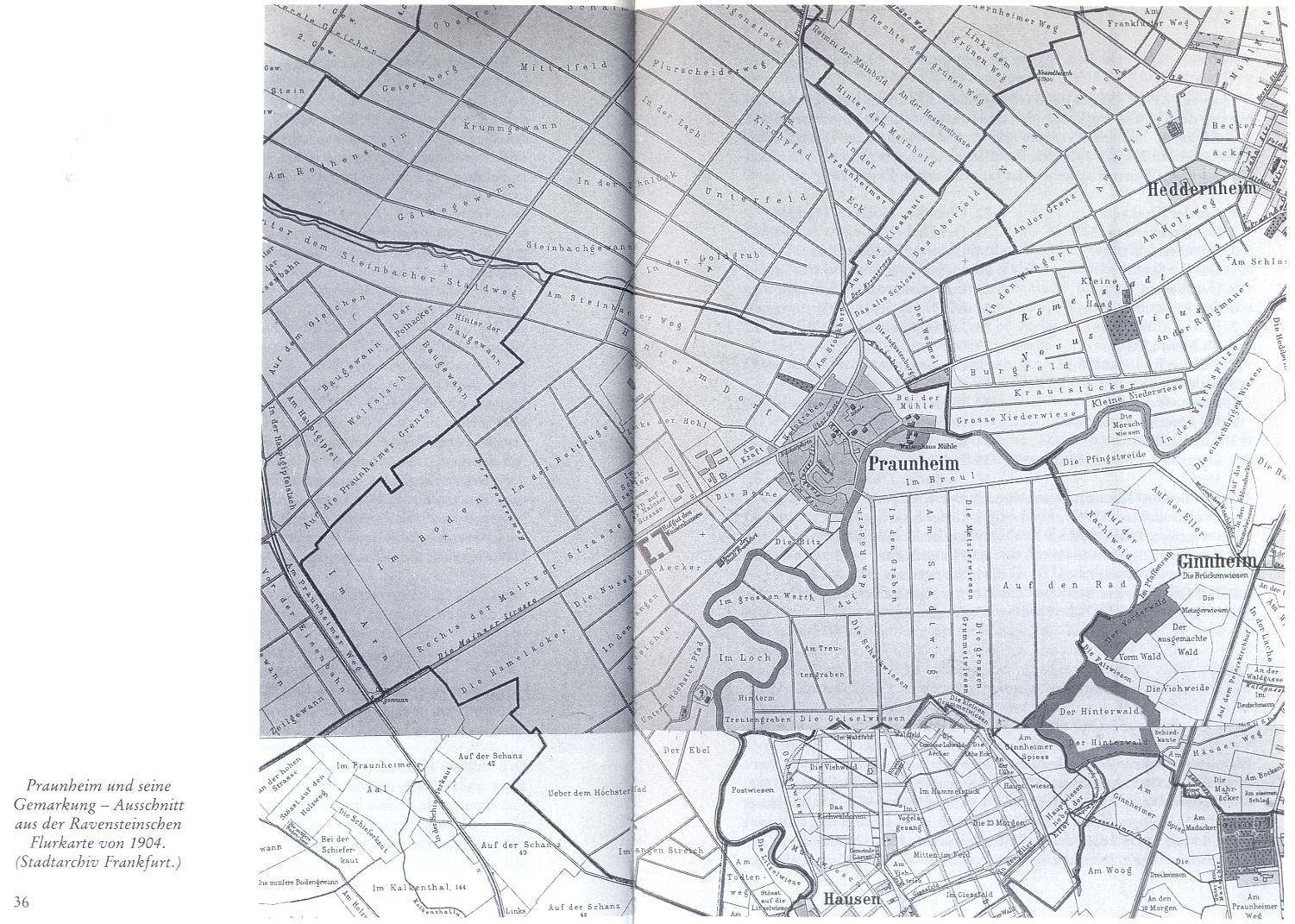
Praunheim und seine Gemarkung um 1904

Bis zum Jahre 1979 war die Straße in beide Richtungen befahrbar. Dies änderte sich mit der Straßenführung der Haingrabenstraße sowie Ohlengraben. Seit diesem Datum ist sie von Hausnummer 49 bis zum Abzweig „In der Römerstadt“ als Einbahnstraße geregelt. Fast gleichzeitig wurde der den Verkehr regelnden Schutzpolizist vom Gefahrenpunkt Alt-Praunheim Ecke Heerstraße abgezogen.
Die Straße erhielt im Jahr 2009 einen neuen Fahrbahnbelag.

## Geschwindigkeit und Überwege
Von Beginn der Straße bis zum Abzweig „In der Römerstadt“ gelten 30 km/h, anschließend 50 km/h. Überwege befinden sich nur am Beginn (Zebrastreifen) und zwei Ampeln bei Hausnummer 49 sowie beim Abzweig „In der Römerstadt“.

## Öffentlicher Nahverkehr
In der Straße Alt-Praunheim gibt es zwei Haltestellen. Zum einen an der Praunheimer Brücke, die auch so heißt. Hier halten die Buslinien M72 und M73 in beide Richtungen sowie der Nachtbus N2 in Richtung Konstablerwache auf der Straßenseite mit ungeraden Hausnummern. Zum anderen ist am kleinen Einkaufszentrum die Bushaltestelle "Graebestraße/Pflegeheim". Hier kann man nur in Richtung Osten einsteigen. Es halten die Linien M60, M72, M73 und N2.

## Hausnummern und Seitenstraßen
Die Hausnummern beginnen von der Nidda auf der linken Seite mit den ungeraden Hausnummern. Noch vor der Hausnummer 1 stößt die Straße „An der Bitz“ auf die Hauptstraße. Im weiteren Verlauf, gegenüber von Hausnummer 39, kommt die Sackgasse „Kolbenbergstraße“ von rechts. Als meist befahrene Straße dieser Gegend kommt in Höhe Hausnummer 49 von Westen die Heerstraße. Eine weitere Straße, die „Graebestraße“ (benannt nach Carl Graebe) mündet von rechts bei Hausnummer 46. Die einzige Kreuzung auf der Straße Alt-Praunheim liegt bei Hausnummer 75. Hier kommt von rechts die Straße „In der Römerstadt“ und auf der linken Seite die Straße „Ohlengarten“.

## Vereine und Firmen
Die ansässige Feuerwehr liegt postalisch nicht direkt an der Straße Alt-Praunheim, sondern an der Ecke „Alt Praunheim/An der Bitz“. Ein Kegelverein hat in der Hausnummer 44 seine Heimbahn. An derselben Adresse ist ein Vespaclub beheimatet. Gleich zu Beginn der Straße lag mit der Hausnummer 2 die Produktionswerkstatt der Praunheimer Werkstätten, heute die Flüchtlingsunterkunft "AP 2".